# Lake Union
Lake Union is een meer dat volledig binnen de grenzen van Seattle ligt. Het meer heeft een oppervlakte van 2,3 km² en heeft een recreatieve bestemming. Aan- en afvoer van water vindt plaats door het Lake Washington Ship Canal.
Aan de oost- en westoever liggen woonboten.